# Monomorium mavide
Monomorium mavide är en myrart som beskrevs av Bolton 1987. Monomorium mavide ingår i släktet Monomorium och familjen myror. Inga underarter finns listade i Catalogue of Life.